# Federici-Kanal
Der Federici-Kanal (spanisch Canal Frederici) ist eine Meerenge im Palmer-Archipel vor der Westküste der Antarktischen Halbinsel. Er bildet den östlichen Teil der Dallmann-Bucht und trennt die gesamte Westküste der Brabant-Insel von den Östlichen Melchiorinseln sowie von Gand Island. Der Kanal führt vom offenen Südlichen Ozean zum Schollaert-Kanal.
Argentinische Wissenschaftler benannten ihn nach Vicente Manuel Federici (1934–2012), Teilnehmer an mehreren argentinischen Antarktiskampagnen und Leiter der argentinischen Station auf Deception Island sowie der Orcadas-Station auf Laurie Island.